# 埃米莉·哈利迪
埃米莉·哈利迪（英語：Emily Halliday，1979年4月5日—），澳大利亚女子曲棍球运动员。她曾代表澳大利亚参加2006年英联邦运动会曲棍球比赛，获得一枚金牌。她也曾参加2004年和2008年夏季奥运会。